# アサシン クリード ブラザーフッド
『アサシン クリード ブラザーフッド』（Assassin's Creed: Brotherhood）は2010年に、ユービーアイソフト・モントリオールが開発し、ユービーアイソフトが発売したステルスゲーム。アサシン クリードシリーズの第3作目であり、「エツィオ三部作」の2作目である。プレーヤーは現代人の主人公デズモンド・マイルズとして、前作に引き続き15世紀のルネサンス期のイタリアで活躍したアサシンであるエツィオ・アウディトーレの人生を追体験し、超古代文明の秘宝を巡るアサシン教団とテンプル騎士団の暗闘に関わる物語が展開される。

## 概要
本作は、アサシン クリードシリーズの据え置き機タイトルとして初めてオンラインマルチプレイが導入される。2010年5月10日には、ティザームービーが公開された。
『アサシン クリード II』の後、マスターアサシンに上り詰めたエツィオ・アウディトーレが主人公。舞台はローマ。

前作に引き続き、レオナルド・ダ・ヴィンチ、ニッコロ・マキャヴェッリ、カテリーナ・スフォルツァなどの歴史上の人物も登場する。

### 前作との相違点
前作にあたる『アサシン クリード II』とは、主に以下のような相違がある。
- オンラインマルチプレイ対応。
- マスターアサシンとして、暗殺教団のメンバーを率いるシステムが導入されている。

アサシン達を鍛え街の各地に配置することで、任務中に協力が得られる。
- クロスボウが新武器として登場[注 1]。
- 剣とピストル、短剣と投げナイフの併用。
- 町の中でも乗馬が可能に。
- 戦闘システムの改良。

カウンターキルの強化や、攻撃を受けない限り次々と敵を倒せるエクスキューションストリーク（キルストリーク）の導入。
- 1作目にあったリプレイの復活[注 2]。
- フル・シンクロシステムの導入。

## プロット
前作の最後、隠れ家をアブスターゴ社に襲撃され、逃れることに成功したデズモンド・マイルズは、ルーシー・スティルマンやショーン・ヘイスティングス、レベッカ・クレインらと共にモンテリジョーニのヴィラ・アウディトーレの廃墟を新たなアジトとする。ミネルヴァの予言した「業火」（大規模な太陽フレア）が数カ月後に迫る中、これを防ぐための「エデンの果実」を見つけるべく、デズモンドはアムニス2.0を使って再びエツィオ・アウディトーレの生涯を追体験する。
1499年12月。アレクサンデル6世（ロドリゴ・ボルジア）との対決後、ローマからモンテリジョーニに戻ってきたエツィオであったが、翌日、ロドリゴの息子チェーザレ・ボルジア率いる教皇庁軍に襲撃される。伯父マリオは殺害され、「エデンの果実」を奪われてしまう。自身も重傷を負うが一命を取り留めたエツィオは、イタリア全土を支配するというボルジア家の野望を防ぐため、衰えていたアサシンギルド（教団）を再興させることを決意する。新たな人員を迎え教団を強化すると同時に、ボルジア家の支援者の暗殺や破壊工作を行い、徐々にボルジア家の力を削いでいく。3年後、ローマにおけるボルジア家の支配力は弱体化すると共に、アサシン教団は再興され、エツィオは正式に教団の長であるマスターアサシンに叙される。
チェーザレは、エツィオに対抗するため更なる資金と「エデンの果実」の譲渡を父ロドリゴに迫る。しかし、これ以上アサシン教団を刺激したくなく、また息子の権力欲に懸念を抱いたロドリゴは、毒リンゴでチェーザレを暗殺しようとする。暗殺を回避したチェーザレは逆にロドリゴを毒殺し、「果実」はサンピエトロ大聖堂にあると知る。在り処を知ったエツィオは先回りして「果実」を奪還し、その力を使ってチェーザレの軍隊を圧倒する。そしてチェーザレは、政敵であった新教皇ユリウス2世の命令を受けた教皇庁軍に逮捕される。
数年後、エツィオは「果実」の力で、チェーザレが監獄から脱獄を果たしたことを知る。エツィオはチェーザレと決着をつけるため、ローマのコロッセオの地下にあった第一文明時代の神殿に「果実」を隠すと、1507年、スペインへと向かう。最終的に、ヴィアナ城の城壁にてエツィオとチェーザレは戦い、「人の手では自分を殺せない」というチェーザレを、エツィオは城壁から落として殺し、ボルジア家との因縁にケリをつける。
現代に戻り、デズモンドはエツィオの記憶から得た座標をもとに、彼が「果実」を隠した神殿に仲間と共に向かう。そこでデズモンドは、ミネルヴァに似たジュノーと名乗るホログラムと出会う。超然的なジュノーは現在の人類を高みから評した上で、突然激怒し、デズモンドを困惑させる。デズモンドは「果実」を手に入れるが、DNAと共鳴し、何かを解き放つ。ジュノーはデズモンドは古き者の血を引いていると言い、彼の身体を支配する。そしてルーシーをアサシンブレードで刺殺させられ、デズモンドも意識を失って倒れる。その後、エピローグで2人の男がデズモンドをアムニスに戻すか議論している声が聞こえるところでゲームは終わる。

### DLCの追加エピソード
本作のDLCでは、エツィオがチェーザレの行方を探していた期間の1506年に起こった友人レオナルド・ダ・ヴィンチのエピソードを追体験できる（『ダ・ヴィンチ，失踪』）。
1506年、エツィオはスペインに渡航するための船の手配を友人ダ・ヴィンチに依頼する。ダ・ヴィンチは見返りとして弟子のサライを見つけて欲しいと頼む。盗賊ギルドからサライを救い出し、ダ・ヴィンチの元に戻る途中、エツィオとサライは人類の変革を目指す狂信団体ヘルメス教団の信者に襲われる。返り討ちにし、ダ・ヴィンチの工房に戻ってくると、荒らされており、彼の姿がない。ダ・ヴィンチは昔からある古代遺跡（神殿）を調べており、同じくその神殿を求める教団に彼は誘拐されたとエツィオは推測する。サライは床のメモを発見し、そこからかつてエツィオが所有していたダ・ヴィンチの絵画5枚を集める必要が暗示される。
絵画をすべて回収したエツィオは、そこに隠された小さな図を見つけ、その組み合わせにより、神殿の位置を割り出す。エツィオは既に神殿にいた信者たちを排除し、そのリーダーを殺害してダ・ヴィンチを助け出す。その後、2人で神殿の調査を行い、古き者による新たな「宝物庫」を発見する。宝物庫には台座しかなかったが、そこにエツィオが手を置くと座標が表示される。遺跡を出たエツィオはダ・ヴィンチに、これは自分たちに宛てられたものではないと述べる。

## ゲームシステム

### シングルプレイ
本作では新たにオンラインマルチプレイが導入されているが、シングルプレイもクリアに15時間程度掛かり、メインストーリー以外も行う場合は更に時間が伸びるという。デズモンド・マイルズが登場するシーンも確保されており、現代パートも充実している。
復興システム
前作で導入されたヴィラの復興システムを強化した、衰微しつつあるローマの街全体を復興するシステム。前作では貯まった金を特定の場所でしか引き出せなかったが、今作では「銀行」が登場し、各所で引き出せるようになった。
教団運営
アサシンの候補を採用・鍛錬し、部下として使うことができる。マップに配置することで自身の任務中にサポートを要請することができるほか、各地から寄せられる依頼に応じて彼らを派遣し、各自のレベルアップやアイテムなどの報酬を得ることができる。
エリア拡大
マップが複数のエリアに分割されており、エリアごとに敵の防衛する塔が存在する。この塔を破壊することで新たなエリアが解放され、ボルジアの影響力を弱めることができる。

### オンラインマルチプレイ
オンラインモードでは、様々なルールで対戦を行う事が出来る。
ウォンテッド
プレイヤーそれぞれに対し、特定のプレイヤーの暗殺依頼がされる。自分の暗殺対象を殺害したり攻撃することで得点を獲得し、逆に自分が殺害されたり攻撃されることで得点を失う。自分を暗殺対象としているプレイヤーに一度も発見されないことでも得点になる。

### アイテム・武器
アサシンブレード
暗殺に優れた、収納式の小刀。レオナルドにより、両手に装着する「ダブルブレード」に改良される。
ピストル
隠し小銃。剣との併用が可能だが、発砲音がかなり大きいのが難点。
ポイズンブレード
敵に毒を注入するため、中身が空洞になっている、収納式の針。毒を注入された敵は凶暴になり、誰だろうと構わず武器を振り回し、苦しみながら死んでしまう。医者の店でより効き目の速くなる「即効毒」にアップグレードできるほか、レオナルドにより、遠隔攻撃が可能なポイズンダート（毒矢）に改良される。
クロスボウ
機械発射式の弓のこと。高い値段で売られているが、その分使い勝手がよく、威力もかなりのもの。発砲音もしないため静かに敵を仕留められる。
剣・ハンマー・斧・大剣
戦闘においてメインで使われる武器達。剣とハンマーなら、空いた片手でピストルが併用可能。仕立屋で「大きな鞘」を購入することで大型武器を持ち運ぶことが可能になる。
短剣
小刀。手数に優れ、狭い距離でも扱いやすいようになっているので、大人数の敵向けの武器。投げナイフと併用可能。
投げナイフ
投擲用のナイフ。複数の敵を同時にしとめることが可能。
拳
エツィオの拳。相手を殺したくないときや、武器を奪いたいときに使う。レオナルドにより、セスタスをつけられ威力の上昇とともに登攀時にダブルジャンプが可能となる。
金
当時の通貨、フローリン。ばら撒くことによって、注意を引くことができる。
煙爆弾
煙幕。敵を咳き込ませて、足止めが可能。姿をくらますのにも便利。
薬
体力を回復。
エデンのリンゴ
物語の終盤で取り戻す、「エデンの果実」のひとつ。チャージによって威力と範囲をあげ、バーストで開放する。食らった敵は混乱し、相打ちを始めたり、頭痛を訴えてのた打ち回ったり、ショック死したりする。かなり強力な武器だが、発動時間に比例して、エツィオの体力を蝕んでいくのが難点。

### 敵兵の種類
一般兵
ガードもままならない雑魚敵。ライフも少なく、すぐに戦意喪失する。
一般兵リーダー
鎧の装着によりライフが上昇し、士気も上がっている。ガードもしっかりしており、時にはエツィオにカウンターすら放ってくる。
軽装兵
軽装により、とても身軽な兵士。こちら側から攻撃してもほぼかわされてしまう。エツィオより足が速い。
索敵兵
槍で武装した兵士。藁山など、エツィオの隠れ場所をとことん探ってくる。ガードが完璧なのも特徴。
重装兵
斧や大剣、そして全身を鎧で武装した兵士。動きは鈍いが、一撃が重いのが特徴。
射撃兵
ボウガンや鉄砲による射撃を得意とする兵士。武器がそれだけなので、接近戦に持ち込むと有利。
教皇衛兵
黒い鎧と赤いマントに身を包んだ教皇庁直属の近衛兵。上記の兵種のいいとこ取りのような兵。
ロムルス教徒
エツィオを狙う、謎の男達。全員狼の毛皮を身にまとっており、短剣によるスピィーディーな集団戦を得意とする。ローマの地下空洞に潜んでいるが、その実態はチェーザレに仕えるまがい物の集団。彼らが隠し持つ書物を全て集めると、「ブルータスの鎧」と「ブルータスの短剣」が入手できる。ロムルスとはローマ神話に登場するローマ最初の王であり、狼によって育てられた。

## 登場人物

### ルネサンス時代
エツィオ・アウディトーレ・ダ・フィレンツェ（Ezio Auditore da Firenze）
声：関智一
前作に引き続いての主人公。1459年生まれ。テンプル騎士団の策略により父と兄弟を奪われ、復讐を誓いアサシンとなる。
多くの仲間の協力を得て心身ともに成長してロドリゴ・ボルジアを退け、秘宝「エデンの果実」を手に宝物庫でミネルヴァからの話を聞いたのちにローマを去る。
モンテリジョーニに帰還し束の間の安らぎを得るが、突如襲撃してきたチェーザレ・ボルジア率いる軍によりモンテリジョーニは壊滅。
客人として迎えていたカテリーナは捕らえられ、伯父のマリオを目の前で殺され、エツィオ自身も深手を負う。
復讐と野望の阻止のためアサシンギルドを設立し、多くの仲間と共に立ち上がる。

#### エツィオの協力者
レオナルド・ダ・ヴィンチ（Leonardo da Vinci）
声：森川智之
エツィオの古くからの親友。チェーザレに協力を強いられていた。
今作ではエツィオに密かに接触し、発明品によるサポートのほか、戦車や機関銃など自分の開発した兵器の破壊を依頼する。
カテリーナ・スフォルツァ（Caterina Sforza）
声：名塚佳織
現フォルリの領主にして、名高い女傑。チェーザレによって囚われの身になってしまう。
ニッコロ・マキャヴェリ（Niccolò Machiavelli）
声 - 白熊寛嗣
有名な啓蒙思想家。ロドリゴ・ボルジアにとどめをささなかったエツィオに憤慨する。ボルジア家との内通の噂がある。
狐（La Volpe）
有名な盗賊。マキャヴェリのことを内通者と疑う。
バルトロメオ・ダルヴィアーノ（Bartolomeo d'Alviano）
声 : 間宮康弘
傭兵団の隊長。「ビアンカ」と名づけた大剣を振り回す熱血漢で、猪突猛進な性格。
パンタシレア・バリオーニ（Pantasilea Baglioni）
バルトロメオの妻。聡明かつ冷静な判断力を持つ戦術家として夫をサポートしている。
クラウディア・アウディトーレ（Claudia Auditore）
声 : 桑島法子
エツィオの実の妹。兄の手助けのため、娼館を経営している。
マリア・アウディトーレ（Maria Auditore）
エツィオの実の母。一時は家族の死にふさぎこんでしまったが、エツィオの献身により心を取り戻している。
マリオ・アウディトーレ（Mario Auditore）
声：大塚明夫
エツィオの伯父。トスカーナ地方の傭兵隊長、ヴィラ・アウディトーレ領主。
エツィオと共にローマを脱出し「エデンの果実」の管理を引き受けたが、直後にチェーザレ軍の襲撃を受け重傷を負い拘束。
エツィオが見ている前でチェーザレによって銃殺される。

#### テンプル騎士団
チェーザレ・ボルジア（Cesare Borgia）
声：諏訪部順一
1475年生まれ。アサシンの仇敵であるテンプル騎士団の総長で教皇アレクサンデル6世の実子。
わずか18歳にして枢機卿の地位にまで上り詰めた法学家であり、政治、軍事、剣技、外交においても優れた才能を発揮する英傑。
一度はアサシンに敗れた父の再起を促し、その尖兵として自らモンテリジョーニを侵攻する大胆さを見せ、死すら恐れぬ権力を握っている。
しかし、やがて目的達成のために身内を躊躇なく手にかけるほどの冷徹な一面を見せるようになる。
ルクレツィア・ボルジア（Lucrezia Borgia）
声：川澄綾子
チェーザレの妹。ロドリゴやチェーザレに政治目的で利用されており、結婚した男は全員殺されている。
チェーザレには兄妹以上の感情を抱いている。
ロドリゴ・ボルジア（Rodrigo Borgia）
声：山路和弘
テンプル騎士団の幹部でアウディトーレ家を破滅へ導いた張本人。チェーザレとルクレツィアの父。現ローマ教皇アレクサンデル6世。最終的にエデンの果実の力を欲したチェーザレにより用済みとみなされ、殺害された。
ホアン・ボルジア（Juan Borgia）
枢機卿。ロドリゴ・ボルジアの甥の一人。チェーザレの協力者であり、財務を任されている。
ミケロット・コレーリア（Micheletto Corella）
声：藤原啓治
コンドッティエーレ、チェーザレの右腕的存在の暗殺者。
オクタヴィアン・ド・ヴァロワ（Octavian de Valois）
男爵、フランス軍将軍。フランス王ルイ12世の遠縁のいとこ。チェーザレとフランスをつなぐ協力者。

#### その他
クリスティーナ・ヴェスプッチ（Cristina Vespucci）
声：平野綾
フィレンツェ時代のエツィオの恋人。前作では多くを語られる機会がなかった二人の関係が明かされる。
ニコラウス・コペルニクス（Nicolaus Copernicus）
後に地動説で有名になる人物。ダウンロードコンテンツ「コペルニクス・ミッション」に登場。
サライ（Salaì）
声：石田彰
ダ・ヴィンチの弟子。ダウンロードコンテンツ「ダ・ヴィンチ、失踪」に登場。

### 現代
デズモンド・マイルズ（Desmond Miles）
声：東地宏樹
現代パートの主人公。アルタイルやエツィオの遺伝子を受け継ぐ子孫。
前作『アサシン クリード II』での流入現象によりアサシンとしての能力が覚醒しつつあるが、同時に副作用として時折、過去の幻影も見えるようになっている。
今回はアジトをヴィラ・アウディトーレに移し、エツィオの持っていた「エデンの果実」を探すことになる。
ルーシー・スティルマン（Lucy Stillman）
声：園崎未恵
デズモンドと共に行動するアサシンの協力者。
アブスターゴ社の社員として活動し、アニムスの開発などに携わっていたが、前作で同社の研究所からデズモンドと共に脱出する。
大学時代の専攻は認知神経科学。アブスターゴ社の警備スタッフを一蹴する戦闘能力、フリークライミングなどの技術を有しているが、アサシンの血脈ではない。
ショーン・ヘイスティングス（Shaun Hastings）
声：飛田展男
デズモンドと共に行動するアサシンの協力者。
主にアニムス2.0のデータベースの作成や他の仲間達へのサポートを担当している。皮肉屋だが、かなり博識。
レベッカ・クレイン（Rebecca Crane）
声：渡辺明乃
デズモンドと共に行動するアサシンの協力者。
主にアニムス2.0の調整を担当している。
被験体16号（Subject 16）
声 - 浅沼晋太郎
デズモンドの前のアニムス被験者。デズモンドと同じくエツィオの子孫。長期間に渡ってアニムスによる過去の記憶を体験させられ、また一度の期間が数日に及んでいた事などから深刻な流入現象により精神の破綻を引き起こし、死亡していると言われている。デズモンドに対してと同様、彼に一連の実験を行ったのはウォーレンとルーシーであった。そのため、彼女は彼の死に責任を感じている。
ウォーレン・ヴィディック（Warren Vidic）
声 - 多田野曜平
アブスターゴ社の研究員。エデンの果実を探すために前作でデズモンドを利用していた。利用価値の残っているデズモンドとルーシーを捜している。

## スタッフ
- パトリス・デジーレ（Patrice Desilets）[12]
- コーリー・メイ（Corey May）
- 開発 - ユービーアイソフトモントリオールスタジオ（ユービーアイソフトシンガポール、ブカレスト、ケベック、及びアヌシースタジオがサポート[13]）